# Porzana astrictocarpus
Porzana astrictocarpus е изчезнал вид птица от семейство Rallidae. Обитавала е островите Света Елена, Възнесение и Тристан да Куня.

## Разпространение
Видът е разпространен в Света Елена, Възнесение, Тристан да Куня.